# Rafaèle Moutier
Pour les articles homonymes, voir Moutier (homonymie).
Rafaèle Moutier, née le 29 octobre 1966, est une actrice franco-suisse.
Spécialisée dans le doublage, elle est entre autres la voix française régulière des actrices Laura Dern, Catherine Zeta-Jones, Radha Mitchell, Brooke Shields, Jessica Chastain, Natasha Henstridge, Sarah Clarke, Jessalyn Gilsig, Emily Procter, Andie MacDowell, Poppy Montgomery,
Lena Headey et Emily Mortimer . Ainsi qu'une des voix de Julianne Moore, Kate Winslet, Elisabeth Shue, Miranda Otto, Kim Dickens et Lisa Kudrow et fut un temps une voix régulière de Charlize Theron. Elle est également la voix de Yennefer de Vengerberg dans le jeu vidéo The Witcher 3: Wild Hunt.
Elle enregistre également des livres audios.

## Théâtre
- 1988 : Quelle famille ! de Francis Joffo, mise en scène de l'auteur, Théâtre Fontaine[3]
- Théâtre Caumartin : Quinte Flush de François Brincourt, mise en scène de Gérard Dessalles
- Théâtre de Poche Montparnasse : Belle Famille de Victor Haïm, mise en scène d'Étienne Bierry
- Théâtre Lucernaire : La Marelle d'Israel Horovitz, mise en scène de l'auteur
- Théâtre la Mare au Diable : Cyrano de Bergerac mise en scène d'Henri Lazarini

## Doublage

### Cinéma

#### Films d'animation
- 1995 : Balto : Jenna
- 2002 : Balto 2 : La Quête du loup : Jenna
- 2003 : Barbie et le Lac des cygnes : la Reine des fées
- 2004 : Balto 3 : Sur l'aile du vent : Jenna
- 2007 : Barbie : Magie de l'arc-en-ciel : Elina
- 2008 : Barbie : Mariposa : Elina
- 2008 : Volt, star malgré lui : voix additionnelles
- 2009 : Hulk Vs : Sif
- 2010 : Toy Story 3 : la maman de Bonnie
- 2011 : Vacances à Hawaï : la maman de Bonnie (court métrage)
- 2012 : Frankenweenie : Susan Frankenstein
- 2013 : Toy Story : Angoisse au motel : la maman de Bonnie (court métrage)
- 2017 : Toy Story : Hors du temps : la maman de Bonnie (court métrage)
- 2018 : Stubby : Margaret[6]
- 2019 : Toy Story 4 : la maman de Bonnie
- 2019 : Manou à l'école des goélands : Blanche[7]
- 2019 : Le tigre qui s'invita pour le thé : la mère de Sophie
- 2022 : Le Monstre des mers : la reine

### Télévision

#### Téléfilms
- Natasha Henstridge dans :
  - Opération chaos (2009) : Dr Maddie Rhodes
  - Mon amie Lucky (2010) : Lisa Rayborn
  - La Larme du diable (2010) : Margaret Lukas
  - Une coupable idéale (2011) : Nicole
  - Le Concours de Noël (2012) : Diana
  - Le manoir de Cold Spring (2013) : Sara
  - Une famille en péril (2013) : Susan Wade
  - La Théorie du chaos (2014) : Alison Briggs
  - Dans la peau du Père Noël (2014) : Susan Wells
  - Un été à New York (2016) : Kendall
  - Rivales sur la glace (2016) : Rose

- Anja Kling dans :
  - Deux soeurs et un bébé (2005) : Anne
  - Ma mère, ce héros (2007) : Eva Kovac
  - Un Passé recomposé (2007) : Genossin Anita Hartung
  - Le Mur (2008) : Katja Schell
  - Un lycée dans l'angoisse (2008) : Maren Hilbert
  - Mama kommt ! (2009) : Christiane Fischer
  - Die Grenze (2010) : Linda Jehnert
  - Hannah Mangold & Lucy Palm (2011) : Hannah Mangold
  - Une nouvelle jeunesse (2015) : Ruth

- Poppy Montgomery dans :
  - Une famille pour la vie (2004) : Julie
  - L'Héritage de la passion (2005) : Generosa Rand
  - Passions sous la neige (2005) : Paula
  - L'Amour XXL (2010) : Nola Devlin
  - J.K. Rowling : La Magie des mots (2011) : J. K. Rowling
  - La Lettre de Holly (2015) : Holly
  - Un terrible secret (2017) : Angela
  - Noël à la ferme (2021) : Emmy Jones

- Andrea Roth dans :
  - Issue fatale (2006) : Diana Burke
  - Ma femme, mon ex... et moi ! (2008) : Lynn Hughes
  - Un Noël en or (2009) : Jessica
  - Méfiez-vous des apparences (2011) : Celeste Dupont
  - Forever 16 (2013) : Mac Roth
  - Preuve accablante (2015) : Renee Murphy
  - Sarah a disparu (2015) : Stacey Wilkins
  - L'ombre d'un fils (2019) : Paige Decker

- Brooke Shields dans :
  - Braquage au féminin (2002) : Shirley Heller
  - La Rose noire (2004) : Betsy Tannenbaum
  - Le Garçon qui criait au loup (2010) : Mme Olga Varcolac
  - Petits meurtres et chrysanthèmes : Un mariage mortel (2016) : Abby Knight
  - Petits meurtres et chrysanthèmes : Mystère et chrysanthèmes (2016) : Abby Knight
  - Petits meurtres et chrysanthèmes : Les roses de la vengeance (2016) : Abby Knight

- Mary-Louise Parker dans :
  - L'Affaire Noah Dearborn (1999) : Dr Valerie Crane
  - Les Surprises de l'amour (2000) : Cate DeAngelo
  - Le Défi d'une mère (2004) : Corrine Morgan-Thomas
  - La Colline aux adieux (2005) : Ellen Grier

- Jessalyn Gilsig dans :
  - Swarm : Des fourmis dans l'avion (2007) : Dr Carrie Ross
  - La Grande inondation (2007) : Samantha « Sam » Morrison
  - La Guerre des cookies (2012) : Julie
  - Séducteur et... tueur (2018) : Samantha

- Caia Coley (it) dans :
  - Un mariage en cadeau (2011) : Daphne
  - Un tueur parmi nous (2016) : Mme Davis
  - La vérité sur la Reine du lycée (2020) : Jackie

- Teri Polo dans :
  - Aspen Extreme (1993) : Robin Hand
  - Quelqu'un me suit... (2017) Dr Leary
  - Une famille trop accueillante... (2018) : Olivia

- Lisa Rinna dans :
  - La Meilleure Amie De Ma Maîtresse (2000) : Laurel McArthur
  - Au-delà de l'infidélité (2002) : Joanna Thomas
  - Un baby-sitting pour deux (2015) : Jane

- Laura Dern dans :
  - Down Came a Blackbird (en) (1995) : Helen McNulty
  - Notre enfant (en) (1998) : Wanda LeFauve

- Catherine Zeta-Jones dans :
  - Catherine la Grande (en) (1995) : Catherine II
  - La Reine des cartels (2018) : Griselda Blanco

- Bridget Fonda dans :
  - Un bébé pas comme les autres (2001) : Linda Sanclair
  - La Reine des neiges (2002) : la reine des neiges

- Anna Galvin dans :
  - Mon bébé a disparu (2007) : Dana Hoch
  - La Menace Andromède (2008) : Lisa Stone

- Cynthia Gibb dans :
  - Le Pacte des tricheuses (2013) : Brenda Marshall
  - La petite boutique de Noël (2017) : Helen

- Jill Hennessy dans :
  - Nuremberg (2000) : Elsie Douglas
  - Les femmes du clan Kennedy (2001) : Jackie Kennedy

- Virginia Williams dans :
  - Les demoiselles d'honneur s'en mêlent (2010) : Caitlyn McNabb
  - Le Rôle de sa vie (2013) : Amy

- Natalia Wörner dans :
  - L'autre femme (2012) : Rebecca Kendall
  - Échangés à la naissance (2014) : Antonia Greve

- Emily Holmes dans :
  - Organiser le Noël parfait (2017) : Pam
  - Petits meurtres et confidences (2017–2019) : Sabrina Butler

- Tara Spencer-Nairn (en) dans :
  - Le Livre de Noël (2018) : Suzanne
  - Croqueuses d'héritages (2021) : Caroline

- 1987 : La Belle et la bête : Belle (Rebecca De Mornay)
- 1991 : Femmes sous haute surveillance : Rosina (Talisa Soto)
- 1992 : Buffy, tueuse de vampires : Buffy Summers (Kristy Swanson)
- 1994 : Le souvenir de mon cœur : Robyn Call (Chelsea Noble)
- 1995 : Le Retour des envahisseurs : Grace (Shannon Kenny)
- 1996 : Inside : Christie Malcolm (Janine Eser)
- 1996 : Danielle Steel : Un si grand amour : Edwina Winfield (Kelly Rutherford)
- 1998 : Merlin : Morgan (Helena Bonham Carter)
- 1998 : Faux pas interdit : Ann Campbell (Amy Locane)
- 1999 : Mort à petites doses : Lorraine Farris (Megan Gallagher)
- 1999 : Éternelle vengeance : Vicky Mayerson (Michelle Johnson)
- 1999 : Chasseur de sorcières : Kim Hudson (Penelope Ann Miller)
- 1999 : Choc mortel : Dr Samantha Carter (Janine Turner)
- 2001 : Le cadeau de Noël : Julia Letowski (Inka Friedrich)
- 2002 : Breakaway : Catherine « Cat » Morgan (Erika Eleniak)
- 2003 : Alerte à Malibu : Mariage à Hawaï : Lani McKenzie (Carmen Electra)
- 2005 : Un petit pas vers le bonheur : Miranda (Sarah Aldrich)
- 2006 : La Famille Frappadingue : Julie Gilbert (Stacy Smith)
- 2007 : Au nom de la passion : Diane (Jennifer Copping)
- 2007 : L'Empreinte du passé : Shawna Pierson (Stacy Haiduk)
- 2007 : Noël à l'anglaise : Vanessa (Katherine Parkinson)
- 2008 : Requins : L'Armée des profondeurs : Tia (Jacleen Haber)
- 2009 : La Fille du Père Noël 2 : Panique à Polaris : Mary Class (Jenny McCarthy)
- 2010 : Stonehenge Apocalypse : Marla (Tina Milo Milivojevic)
- 2010 : Scandale à Washington : Anne (Sarah Clarke)
- 2010 : Péchés de jeunesse : Ashley Grace (Deanna Milligan)
- 2010 : Piège de glace : Jamie (Sharon Taylor)
- 2011 : Injustice : Jane Travers (Dervla Kirwan) (mini-série)
- 2011 : Astéroïde : Victoria (Diane Farr)
- 2011 : Les Chassés-croisés de Noël : Faith (Gabrielle Miller)
- 2011 : Nouvelle vie sous les tropiques : Sandra (Fabienne Elaine Hollwege)
- 2011 : Surtout ne dis rien : Karen (Sophie Von Kessel)
- 2012 : La Tour : Anne Hoffmann (Claudia Michelsen)
- 2013 : Tempête solaire : Au péril de la Terre : Beverly Hillcroft (Kate Drummond)
- 2013 : Recherche ma mère désespérément : Shannon (Tricia O'Kelley)
- 2014 : La vie secrète d'une mère célibataire : ? ( ? )
- 2015 : Une vie secrète : l'envoyée spéciale (Julie Claire)
- 2015 : Peter and Wendy : Mme Darling / Julie Rose (Laura Fraser)
- 2015 : L'Infidélité de Lily : Lily Helms (Rachel Hunter)
- 2016 : The Fundamentals of Caring : Elsa (Jennifer Ehle)
- 2016 : Une carte pour dire je t'aime : Taylor Armstrong (Carrie Genzel)
- 2016 : Un été à Lanzarote : Juliane Paul (Christina Hecke)
- 2016 : Vous n'aurez pas ma fille ! : Kate Johnson (Gina Holden)
- 2016 : Prisonniers au paradis : Anna (Anna Loos)
- 2016 : Le rituel du 9e jour : Dr Tora Hamilton (Radha Mitchell)
- 2017 : Noël à Snow Falls : Debbie (Andie MacDowell)
- 2017 : N'oublie jamais : Nora (Tava Smiley)
- 2017 : Une famille en morceaux : Debbie Lambert (Caroline Cave)
- 2018 : La Locataire : Dr Carol Allen (Lauralee Bell)
- 2018 : Un 22 juillet : l'inspecteur Anderson (Charlotte Grundt)
- 2018 : Je promets de te retrouver ma fille : Victoria (Tandi Tugwell)
- 2018 : Une amitié dangereuse pour ma fille : le lieutenant Hardy (Cynthia Watros)
- 2019 : Effroyable belle-mère : Dr Harris (Tracy Nelson)
- 2019 : Meurtre avec (pré) méditation : Amanda Birch (Jeannette Sousa)
- 2020 : La famille du péché : Laura (Laurie Fortier)
- 2020 : Prête à tout pour réussir : Jocelyn Ferguson (Kristin Booth)
- 2021 : Nos vies volées : Dr Kaye (Helen Day)
- 2023 : Le mystère des fils d'Orion : Nora (Kate Schettler)
- 2023 : Un Noël magique à New York : Janice (Catherine McGregor)
- 2024 : Manipulée par un milliardaire : Monica (Nicole Weber)

#### Séries télévisées
- Jessalyn Gilsig dans (12 séries) :
  - Snoops (en)[8] (1999) : l'agent Suzanne Shivers (épisodes 12 et 13)
  - Boston Public (2000–2002) : Lauren Davis (44 épisodes)
  - Nip/Tuck (2003–2008) : Gina Russo (17 épisodes)
  - Prison Break (2005) : Lisa Rix (4 épisodes)
  - Heroes (2006–2008) : Meredith Gordon (11 épisodes)
  - Friday Night Lights (2007–2008) : Shelley Hayes (6 épisodes)
  - XIII : La Conspiration (2008) : Kim Rowland (mini-série)
  - Glee (2009–2015) : Terri Schuester (47 épisodes)
  - La Loi selon Harry (2012) : Brianna Marsh (saison 2, épisode 18)
  - The Good Wife (2013) : Janie Ludwig (saison 4, épisode 17)
  - Vikings (2013–2015) : Siggy Haraldson (24 épisodes)
  - Big Shot (2021–2022) : Holly Barrett (20 épisodes)

- Andrea Roth dans (12 séries) :
  - Rescue Me : Les Héros du 11 septembre (2004–2011) : Janet Gavin (93 épisodes)
  - Esprits criminels (2008) : Jill Morris (saison 3, épisode 13)
  - Dark Blue : Unité infiltrée (2009) : Nicole Shaw (saison 1, épisode 10)
  - Blue Bloods (2010) : Kelly Davidson (5 épisodes)
  - Ringer (2012) : Catherine Martin (9 épisodes)
  - NCIS : Los Angeles (2013) : Grace Stevens (saison 4, épisode 22)
  - Longmire (2013) : Diane Highsmith (saison 2, épisode 7)
  - Ascension (2014) : Dr Juliet Bryce (mini-série)
  - Hawaii 5-0 (2015) : Kiana Thompson (saison 5, épisode 10)
  - Stalker (2015) : Elaine Hayes (épisode 12)
  - Castle (2015) : Nancy Underwood (saison 8, épisode 7)
  - Cloak and Dagger (2018–2019) : Melissa Bowen (14 épisodes)

- Brooke Shields dans (11 séries) :
  - Les Contes de la Crypte (1993) : Norma (saison 5, épisode 10)
  - Susan ! (en) (1996–2000) : Susan Keane (93 épisodes)
  - That '70s Show (2004) : Pamela Burkhart (7 épisodes)
  - New York, section criminelle (2006) : Kelly Sloane-Raines (saison 6, épisode 3)
  - Hannah Montana (2007–2009) : Susan Stewart (3 épisodes)
  - Lipstick Jungle : Les Reines de Manhattan (2008–2009) : Wendy Healy (20 épisodes)
  - American Wives (2013) : le colonel Katherine « Kat » Young (5 épisodes)
  - Scream Queens (2016) : Dr Scarlett Lovin (saison 2, épisode 9)
  - New York, unité spéciale (2017–2018) : Sheila Porter (5 épisodes)
  - Jane the Virgin (2018–2019) : River Fields (12 épisodes)
  - 9-1-1 (2020) : Dr Kara Sanford (saison 3, épisode 18)

- Sarah Clarke dans (11 séries) :
  - 24 Heures chrono (2001–2004) : Nina Myers (36 épisodes)
  - Dr House (2005) : Carly Forlano (saison 1, épisode 14)
  - Las Vegas (2005) : Olivia Duchey (saison 3, épisodes 5 et 6)
  - Life (2007) : Mary Ann Farmer (saison 1, épisode 7)
  - The Cleaner (2008) : Lauren Keenan (saison 1, épisode 6)
  - Nikita (2011–2012) : Katya Udinov (3 épisodes)
  - Covert Affairs (2012) : Lena Smith (10 épisodes)
  - The Tomorrow People (2013–2014) : Marla Jameson (11 épisodes)
  - Harry Bosch (2015–2018) : Eleanor Wish (23 épisodes)
  - NCIS : Enquêtes spéciales (2016) : l'agent spécial du FBI Tess Monroe (saison 13, épisodes 23 et 24)
  - New York, unité spéciale (2017) : Cynthia Hendricks (saison 18, épisode 9)

- Diane Farr dans (10 séries) :
  - Numb3rs (2005–2008) : Megan Reeves (en) (60 épisodes)
  - Californication (2009) : Jill Robinson (saison 3)
  - FBI : Duo très spécial (2010) : Gina De Stefano (saison 2, épisode 4)
  - Grey's Anatomy (2010) : Lila (saison 7, épisode 4)
  - Private Practice (2012–2013) : Miranda (saison 6)
  - Modern Family (2013) : Diane (saison 5, épisode 3)
  - Allegiance (2015) : Elizabeth Simpson (épisodes 11 et 12)
  - Chance (2016–2017) : Christina (13 épisodes)
  - New York, unité spéciale (2022) : Lola Simenon (saison 23, épisode 14)
  - Fire Country (depuis 2022) : Sharon Leone

- Virginia Williams dans (9 séries) :
  - Facing Kate (2011–2012) : Lauren Reed (23 épisodes)
  - Dr Emily Owens (2012) : Ellen (épisode 4)
  - NCIS : Los Angeles (2013) : Carla Shear (saison 5, épisode 11)
  - Drop Dead Diva (2014) : Belinda Scotto (saison 6)
  - Charmed (2018–2019) : Charity Callahan (9 épisodes)
  - Modern Family (2019) : Ashley (saison 10, épisode 21)
  - Teenage Bounty Hunters (2020) : Debbie Wesley (10 épisodes)
  - Why Women Kill (2021) : Grace Berk (saison 2)

- Natasha Henstridge dans (7 séries) :
  - Spy Girls (2002–2004) : Cassie McBain (40 épisodes)
  - Commander in Chief (2005–2006) : Jayne Murray (16 épisodes)
  - Eli Stone (2008–2009) : Taylor Wethersby (26 épisodes)
  - Drop Dead Diva (2010) : Claire Harrison (saison 2, épisodes 12 et 13)
  - Hawaii 5-0 (2014) : Caroline Porter (saison 5, épisode 2)
  - Beauty and the Beast (2015) : l'agent Carol Hall (saison 3, épisodes 3 et 5)
  - Charmed (2022) : Diana (saison 4)

- Teri Polo dans (7 séries) :
  - The Practice : Donnell et Associés (2003) : Sarah Barker (saison 7)
  - New York, unité spéciale (2008 / 2014) : Dana Kelley (saison 10, épisode 2), Cordelia Bauer (saison 16, épisode 2)
  - The Fosters (2013–2018[n 4]) : Stefanie « Stef » Adams Foster (104 épisodes)
  - Royal Pains (2016) : Diana Underhill (saison 8, épisodes 1 et 2)
  - Conviction (2016) : Penny Price (épisode 4)
  - Good Trouble (2019–2024) : Stefanie « Stef » Adams Foster (10 épisodes)
  - NCIS : Enquêtes spéciales (2022) : Vivian Kolchak (saison 19, épisode 21 et saison 20, épisode 1)

- Lisa Kudrow dans (7 séries) :
  - Web Therapy (2011–2015) : Fiona Wallice (44 épisodes)
  - Angie Tribeca (2016) : Monica Vivarquor (saison 1, épisode 1)
  - Feel Good (2020–2021) : Linda (7 épisodes)
  - The Good Place (2020) : Hypatia (saison 4, épisode 12)
  - Space Force (2020–2022) : Maggie Naird (8 épisodes)
  - Bandits, bandits (2024) : Penelope
  - Derrière la façade (en) (2024) : Lydia Morgan

- Julie Claire (en) dans (6 séries) :
  - How to Make It in America (2011) : Robin (5 épisodes)
  - Royal Pains (2012) : Anika (saison 4, épisode 3)
  - Bunheads (2012–2013) : Anastasia Torres (4 épisodes)
  - Devious Maids (2015–2016) : Gail Fleming (10 épisodes)
  - Scandal (2015 / 2018) : Francesca Hunter (saison 5, épisode 4 et saison 7, épisode 12)
  - Bones (2017) : la psychologue Sue Casey (saison 12, épisode 5)

- Elizabeth Mitchell dans (5 séries) :
  - Boston Justice (2004) : Christine Pauley (saison 1, épisodes 2 et 3)
  - Once Upon a Time (2014) : Ingrid, la Reine des Glaces (10 épisodes)
  - Crossing Lines (2015) : Carine Strand (12 épisodes)
  - First Kill (2022) : Margot Fairmont (8 épisodes)
  - Super Noël, la série (2022–2023) : Carol Newman Calvin / la mère Noël (12 épisodes)

- Lisa Rinna dans (4 séries) :
  - Melrose Place (1996–1998) : Taylor McBride (66 épisodes)
  - Movie Stars (en)[9] (2000) : Amy Wells Hunter (saison 2, épisode 13)
  - Veronica Mars (2004–2005) : Lynn Echolls (saison 1)
  - Les Experts (2015) : Tori Nolan (saison 15, épisode 17)

- Anna Galvin dans (4 séries) :
  - Les Nouvelles Aventures de Robin des Bois (1997) : Lady Marianne Fitzwalter #1 (13 épisodes)
  - The Sentinel (1998–1999) : Megan Connor (8 épisodes)
  - Deux princesses pour un royaume (2007) : Lavande (mini-série)
  - La Menace Andromède (2008) : Lisa Stone (mini-série)

- Carmen Electra dans (4 séries) :
  - Alerte à Malibu (1997–1998) : Lani McKenzie (22 épisodes)
  - Hyperion Bay (1999) : Sara Hicks (8 épisodes)
  - Sexe et Dépendances (2002) : Carmen Electra (saison 2, épisode 3)
  - Summerland (2005) : Mona Cassini (5 épisodes)

- Tricia O'Kelley (en) dans (4 séries) :
  - Mon oncle Charlie (2003) : (saison 1, épisode 5)
  - Gilmore Girls (2003–2004) : Nicole Leahy (8 épisodes)
  - Old Christine (2006–2010) : Marly Ehrhardt (88 épisodes)
  - Devious Maids (2014) : Tanya Taseltof (saison 2)

- Kim Dickens dans (4 séries) :
  - Friday Night Lights (2008–2009) : Shelby « Saracen » (11 épisodes)
  - House of Cards (2015–2017) : Kate Baldwin (9 épisodes)
  - Fear the Walking Dead (2015–2023) : Madison Clark (52 épisodes)
  - Briarpatch (2019–2020) : Eve Raytek (9 épisodes)

- Laura Dern dans (4 séries) :
  - The Mindy Project (2015) : Dr Ludmilla Trapezikov (saison 3, épisode 21)
  - The Last Man on Earth (2017) : Catherine (saison 3, épisode 10)
  - Unbreakable Kimmy Schmidt (2017) : Wendy Hebert (saison 3, épisode 3)
  - Palm Royale (2024) : Linda (mini-série)

- Melinda Page Hamilton dans (4 séries) :
  - Murder (2018–2019) : l'agent spécial Claire Telesco (7 épisodes)
  - Messiah (2020) : Anna Iguero (10 épisodes)
  - Périphériques, les mondes de Flynne (2022) : Ella Fisher (8 épisodes)
  - High Potential (2024) : Dr Iris Bowman (saison 1, épisode 3)

- Robyn Lively dans :
  - Savannah (1996–1997) : Lane McKenzie-Collins (34 épisodes)
  - JAG (2003) : l'agent spécial Vivian Blackadder (saison 8, épisodes 20 et 21)
  - Esprits criminels (2008) : Abby Corbin (saison 4, épisode 4)

- Emily Procter dans :
  - Les Experts (2002) : Calleigh Duquesne (saison 2, épisode 22)
  - Les Experts : Miami (2002–2012) : Calleigh Duquesne (232 épisodes)
  - FBI : Duo très spécial (2013) : Amanda Callaway (saison 4, épisodes 15 et 16)

- Poppy Montgomery dans :
  - FBI : Portés disparus (2002–2009) : Samantha Spade (160 épisodes)
  - Unforgettable (2011–2016) : Carrie Wells (61 épisodes)
  - Reef Break (2019) : Cat Chambers (13 épisodes)

- Claire Skinner (en) dans :
  - Trinity (2009) : Dr Angela Donne
  - La Foire aux vanités (2018) : Louisa Sedley (mini-série)
  - Le Cheval pâle (2020) : Yvonne Tuckerton (mini-série)

- Miranda Otto dans :
  - Miss Fisher enquête (2012) : Lydia Andrews (saison 1, épisode 1)
  - Les Nouvelles Aventures de Sabrina (2018–2020) : Zelda Spellman (en) (36 épisodes)
  - Fires (en) (2021) : Kath Simpson (mini-série)

- Emily Mortimer dans :
  - The Newsroom (2012–2014) : Mackenzie McHale (25 épisodes)
  - The Pursuit of Love (en) (2021) : la fugueuse (mini-série)
  - The New Look (2024) : Elsa Lombardi

- Minnie Driver dans :
  - About a Boy (2014–2015) : Fiona (33 épisodes)
  - Modern Love (2021) : Stephanie Curran (saison 2, épisode 1)
  - The Witcher : L'Héritage du sang (2022) : Seanchaí (mini-série)

- Nina Hoss dans :
  - Homeland (2014–2017) : Astrid (13 épisodes)
  - Shadowplay (2020) : Elsie Garten (mini-série)
  - Jack Ryan (2022) : Alena Kovac (saison 3)

- Leeanna Walsman dans :
  - Les Sept Vérités (2017) : Anna Marin (mini-série)
  - Sauvetage en mer de Timor (2018) : Bree Gallagher (mini-série)
  - Nautilus (2024) : Hilda

- Catherine Zeta-Jones dans :
  - Feud (2017) : Olivia de Havilland
  - Prodigal Son (2021) : Dr Vivian Capshaw (7 épisodes)
  - Mercredi (depuis 2022) : Morticia Addams

- Keeley Hawes dans :
  - La Folle Aventure des Durrell (2017–2019) : Louisa Durrell (2e voix, saisons 2 à 4)
  - Crossfire (en) (2022) : Jo Cross (mini-série)
  - Stonehouse : député, amant et espion (2023) : Barbara Smith-Stonehouse (mini-série)

- Jennifer Grey dans :
  - Friends (1995) : Mindy (saison 1, épisode 20)
  - It's Like, You Know... (1999–2000) : Jennifer Grey (26 épisodes)

- Rebecca Gayheart dans :
  - Beverly Hills 90210 (1995) : Antonia « Toni » Marchette (8 épisodes)
  - Ce que j'aime chez toi (2003) : Dana (saison 1, épisode 11)

- Lisa Dwan (en) dans :
  - Les Chevaliers de Tir Na Nog (1998–1999) : la princesse Deirdre
  - Bloodlands (en) (2021) : Tori Matthews (saison 1)

- Susan Haskell dans :
  - JAG (1998–2001) : le lieutenant-commandant Jordan « Jordi » Parker (8 épisodes)
  - La Loi du fugitif (2000–2001) : Maryann Cates (saison 1, épisodes 1 et 7 puis saison 2, épisode 10)

- Dedee Pfeiffer dans :
  - Pour le meilleur... ? (1998–2002) : Sheri Winston (85 épisodes)
  - Wanted (2005) : Lucinda Rose (3 épisodes)

- Jolene Blalock dans :
  - Star Trek: Enterprise (2001–2005) : le commandant T'Pol (97 épisodes)
  - Legend of the Seeker : L'Épée de vérité (2010) : la sœur Nicci (saison 2, épisodes 9 et 10)

- Katherine Parkinson dans :
  - The IT Crowd (2006–2010) : Jen (25 épisodes)
  - The Honourable Woman (2014) : Rachel Stein (mini-série)
  - Rivals (2024) : Lizzie Vereker

- Elisabeth Röhm dans :
  - Big Shots (2007) : Alex Mason (3 épisodes)
  - 90210 Beverly Hills : Nouvelle Génération : Bitsy Epstein (saison 2, épisode 1)

- Laura Fraser dans :
  - Breaking Bad (2012–2013) : Lydia Rodarte-Quayle (12 épisodes)
  - Better Call Saul (2017–2020) : Lydia Rodarte-Quayle (4 épisodes)

- Anne Heche dans :
  - Dig (2015) : l'agent spécial Lynn Monahan (mini-série)
  - Aftermath (en) (2016) : Karen Copeland (13 épisodes)

- Kelli O'Hara dans :
  - 13 Reasons Why (2018) : Jackie (10 épisodes)
  - The Gilded Age (depuis 2022) : Aurora Fane

- Katie Finneran dans :
  - Why Women Kill (2019) : Naomi Harte (saison 1)
  - Tête à tête (en) (2023) : Joan

- Jessica Chastain dans :
  - Scènes de la vie conjugale (2021) : Mira (mini-série)
  - George and Tammy (2022–2023) : Tammy Wynette (mini-série)

- Sharon Horgan dans :
  - Bad Sisters (depuis 2022) : Eva Garvey
  - Mr. et Mrs. Smith (2024) : Gavol Martin (saison 1, épisode 3)

- 1993–1994 : Beverly Hills 90210 : Celeste Lundy (Jennifer Grant)
- 1993–1999 : Papa bricole : Heidi Keppert (Debbe Dunning)
- 1996–1997 : Couleur Pacifique : Chloe Walker (Keri Russell)
- 1996–1999 : MilleniuM : Lara Means (Kristen Cloke)
- 1996–2001 : Le Clown : Claudia Diehl (Diana Frank)
- 1997–1998 : Les Nouvelles Aventures de Robin des Bois : Marianne Fitzwalter (Barbara Griffin)
- 1999 : Charmed : l'agent Fallon (Jocelyn Seagrave)
- 2000–2001 : The Street : Alexandra Brill (Nina Garbiras)
- 2002–2004 : Odyssey 5 : Angela Perry (Tamara Craig Thomas)
- 2005 : Les Rois maudits : Marie de Cressay (Ana Caterina Morariu) (mini-série)
- 2006 : Rêves et Cauchemars : Sally Blair Kinnell (Susie Porter)
- 2012 : Real Humans : 100 % humain : Inger (Pia Halvorsen)
- 2013 : Defiance : Olfin Tennety (Jane McLean)
- 2013–2014 : Hemlock Grove : Marie Godfrey (Laurie Fortier)
- 2015–2016 : Frequency : Julie Sullivan (Devin Kelley)
- 2015–2017 : Jordskott : Petra (Louise Ryme)
- 2015–2021 : Trapped : Agnes (Nína Dögg Filippusdóttir)
- 2016 : Berlin Station : Patricia Schwarz (Claudia Michelsen)
- 2017 : 12 Monkeys : Dr Kathryn Railly (Kristin Booth)
- 2018 : Camping : Carleen (Ione Skye) (7 épisodes)
- 2019 : What/If : Anne Montgomery (Renée Zellweger)
- 2019 : Giri/Haji : Jane [Qui ?]
- depuis 2019 : Total Control : Rachel Anderson (Rachel Griffiths)
- 2021 : Cobra Kai : Ali (Elisabeth Shue) (saison 3, épisodes 9 et 10)
- 2022 : Monstre - L'Histoire de Jeffrey Dahmer : Joyce Dahmer (Penelope Ann Miller) (mini-série)
- 2022 : 42 jours d'obscurité : Cecilia (Claudia Di Girólamo)
- 2022 : We Own This City : l'agent spécial Erika Jensen (Dagmara Dominczyk) (mini-série)
- 2022 : American Horror Stories : Erin (Alicia Silverstone) (saison 2, épisode 8)
- 2022 : The Crown : Penelope Knatchbull (Natasha McElhone)
- 2022 : The Thing About Pam : Cathy Singer (Alice Barrett) (mini-série)
- 2022 : The Undeclared War : Elizabeth Kahn (Hattie Morahan) (mini-série)
- 2022–2023 : The Winchesters : Millie Winchester (Bianca Kajlich) (13 épisodes)
- depuis 2022 : 1923 : Emma Dutton (Marley Shelton)
- 2023 : The Afterparty : Vivian (Vivian Wu) (saison 2)
- 2023 : Romancero (en) : Carmen (Belén Cuesta)
- 2023 : Une famille presque normale (sv) : Jenny Jansdotter (Moa Gammel) (mini-série)
- 2023 : The Changeling (en) : ? (?)
- 2023-2025 : Knokke Off : Eleonore Vandael (Ruth Becquart)
- 2024 : The Signal : ? (?) (mini-série)
- 2024 : Les Aventures imaginaires de Dick Turpin : Eliza Bean (Dolly Wells)
- 2024 : Tracker : Sarah Riley (Alison Araya)
- 2024 : Le Régime : la chancelière Elena Vernham (Kate Winslet) (mini-série)
- 2024 : Las Azules : Maria (Bárbara Mori)
- 2025 : The Studio : Charlize Theron (Charlize Theron)
- 2025 : The Pitt : Helen Spencer (Rebecca Tilney)
- 2025 : L'Institut : Mme Sigsby (Mary-Louise Parker)

#### Séries d'animation
- 1989–1990 : Shurato : Cyrielle
- 1992–1993 : Conan l'Aventurier : Naiane, Driane, des lutins de l'île de la naiade (épisode 40)
- 1992–1997 : X-Men : Jubilee (1re voix), Jean Grey (période Phoenix noir), Mystique, Moira McTaggert, Lilandra (2e voix)
- 1993 : Batman, la série animée : Harley Quinn (épisode 46), Summer Gleeson (épisode 50)
- 1994–1995 : Insektors : Aélia
- 1995–1997 : The Mask, la série animée : Peggy Brandt
- 1998–1999 : Les Malheurs de Sophie : Madame de Rosebourg (création de voix)
- 2000[n 5] : Black Jack : Catherine (OAV 7)
- 2009–2011[n 6] : Archer : Trinette McGoon (saisons 1 et 2)
- 2016–2018 : Les Nouvelles Aventures d'Oz (en) : Evelyn (la mère de Dorothée)
- 2021 : Saturday Morning All Star Hits! (en) : Laura Dunlap
- 2023 : The Ancient Magus Bride : Elias femme
- 2023 : Kitti Katz : tante Lulu
- 2023 : Blue Eye Samurai : Lady Itoh
- 2025 : Moonrise (en) : l'inspectrice

### Jeux vidéo
- 2006 : Secret Files : Tunguska : Sabrina l'infirmière à Cuba
- 2009 : Assassin's Creed II : voix additionnelles
- 2009 : Dragon Age: Origins : voix additionnelles
- 2010 : Alpha Protocol : voix additionnelles
- 2015 : Lego Jurassic World : Ellie Sattler
- 2015 : The Witcher 3 : Yennefer de Vengerberg
- 2016 : Tom Clancy's The Division : Faye Lau
- 2016 : The Witcher 3: Wild Hunt - Blood and Wine : Yennefer de Vengerberg
- 2016 : Watch Dogs 2 : voix additionnelles
- 2017 : The Evil Within 2 : voix additionnelles
- 2017 : StarCraft: Remastered : Raszagal
- 2017 : Assassin's Creed Origins : voix additionnelles
- 2018 : God of War : Freya, la Sorcière
- 2018 : Starlink: Battle for Atlas : voix additionnelles
- 2020 : Watch Dogs: Legion : voix additionnelles
- 2020 : Demon's Souls Remake : Yuria la sorcière
- 2021 : Deathloop : voix additionnelles
- 2021 : New World : divers personnages
- 2022 : Guild Wars 2 : End of Dragons : la gardienne
- 2022 : Lego Star Wars : La Saga Skywalker : la vice-amirale Amilyn Holdo
- 2022 : God of War: Ragnarök : Freya
- 2023 : Diablo IV : Sœur Octavia
- 2023 : Final Fantasy XVI : Anabella
- 2023 : God of War Ragnarök: Valhalla : Freya
- 2024 : Final Fantasy VII Rebirth : voix additionnelles
- 2024 : Star Wars Outlaws : ?
- 2025 : Mafia: The Old Country : ?

## Voix off

### Publicités
- 2025 : Booking.com : Morticia Addams (en) (Catherine Zeta-Jones)

### Livres audio
- Laurence Pernoud, J'attends un enfant, Audiolib, 2020  (ISBN 979-103540277-8)
- Claire Fuller (en)], Un mariage anglais, Audiolib, 2019  (ISBN 978-2-36762-853-0)
- Mary Higgins Clark, Noir comme la mer, Audiolib, 2018  (ISBN 978-2-36762-434-1)
- Robyn Harding, L'Anniversaire, Lizzie, 2018  (ISBN 979-103660170-5)
- Gaëlle Nohant, Légende d'un dormeur éveillé, Audiolib, 2017  (ISBN 978-2-36762-580-5)
- Douglas Kennedy, Cinq jours, Audiolib, 2013  (ISBN 978-2-35641-636-0)